# 古関義幸
古関 義幸（こせき よしゆき、1956年7月29日 - ）は、日本の情報技術者、実業家、工学博士。ビッグローブ代表取締役社長や、同社取締役副会長を務めた。

## 人物・経歴
東京都出身。1975年麻布高等学校卒業。1979年東京工業大学工学部情報工学科卒業。1981年カリフォルニア大学ロサンゼルス校大学院修了、理学修士 (M.S. in Computer Science)。同年日本電気入社、C&Cシステム研究所配属。1987年スタンフォード大学コンピュータサイエンス学科客員研究員。1993年東京工業大学博士（工学）。1998年C&Cメディア研究所研究部長。2000年BIGLOBEサービス事業本部パーソナルサービス事業部部長。2001年BIGLOBEサービス事業本部パーソナルサービス事業部長代理。2005年BIGLOBE事業本部BIGLOBEパーソナル事業部長。2006年NECビッグローブ執行役員パーソナル事業部長。2009年NECビッグローブ取締役執行役員常務。2011年からNECビッグローブ代表取締役社長を務め、収益強化などにあたった。2015年ビッグローブ取締役副会長。2016年ビッグローブ取締役、楽水会会長。